# Coup de pied
Un coup de pied est une technique de combat consistant en une frappe réalisée avec une action du membre inférieur dont la surface de frappe est le pied (ou le tibia suivant la circonstance ou le règlement sportif).
Dans certaines pratiques de combat, un coup de pied se nomme « technique de jambe ». Ces dernières sont quelquefois la partie émergente de leur activité, ce qui est le cas pour certains sports de combat, arts martiaux et arts de défense, tel la capoera, le taekwondo sportif, le kick-boxing américain, le full-contact américain, la savate, l’aero-kick, le kick-défense.
Les coups de pied jouent un rôle important dans de nombreuses disciplines, notamment les pratiques japonaises (karaté et kempo), les coréennes (taekkyon, hapkido) et les chinoises (kung-fu, sanda et boxe boji), les arts de combat de l’Inde et de l’Insulinde (kalarippayat, silat, sikaran), les activités de l’Asie du Sud-Est (boxe birmane, boxe khmère, boxe laotienne, boxe thaïlandaise, boxe vietnamienne), les activités de mise en forme (cardio fitness : tae-bo, body combat), les activités de défense (bando, full-défense) et les arts martiaux modernes (arts martiaux mixtes, pancrace moderne), etc.

## Histoire
Le verbe anglais « to kick » apparaît seulement à la fin du XIVe siècle, apparemment emprunté du vieux norrois. À l'origine, ce verbe est utilisé pour exprimer un coup de sabot d’une patte arrière. L'utilisation la plus ancienne est biblique, et se trouve dans la métaphore illustrant un coup de patte de bœuf.
L’utilisation des coups de pied est sans contexte l’origine remonte au début de l’humanité. Pour l’Occident notamment en Europe, des parchemins de la Renaissance (Hans Talhoffer, XVe siècle) et bien d’autres gravures du XVIIIe et XIXe siècles rapportent des pratiques sociales diverses (chausson marseillais, savate parisienne). Pour le  continent africain, la culture de combat récupérée à ce jour est également le signe de traditions très anciennes. Pour l’Asie, continent très prolifique en la matière, les arts de combat arrivés jusqu’à nous peuvent faire penser à des pratiques ancestrales d’une grande richesse. Ainsi, il est probable que l’exercice des coups de pied au-dessus de la taille, moins usitée dans d’autres cultures, puisse appartenir à cette civilisation orientale. Au même titre, outre les besoins pour la guerre et la défense personnelle, les pratiques de combat développées par les militaires, les moines, les nobles et le peuple l’ont été également dans un but hygiénique. Les sculptures des anciens monuments et gravures de nombreux pays orientaux en témoignent encore aujourd’hui (Mahâbhârata, temple de Shaolin).
Dès la seconde moitié du XXe siècle, l’Occident, notamment l’Europe et l’Amérique du Nord, sont conquis par les pratiques martiales asiatiques. Ainsi s’opère un développement à grande vitesse, d’une variété et richesse remarquable. Les premières à se faire connaître sont les pratiques japonaises (karaté et kempo), puis les activités coréennes (taekwondo) et chinoises (kung-fu) auxquelles se joindront celles de l’Asie du Sud-Est (boxe birmane et boxe thaïlandaise). Ce n’est peut-être pas un hasard si la pratique des coups de pied est prégnante dans l’ensemble de ces disciplines, la raison de leur succès est sûrement l’aspect magique des coups de pied !

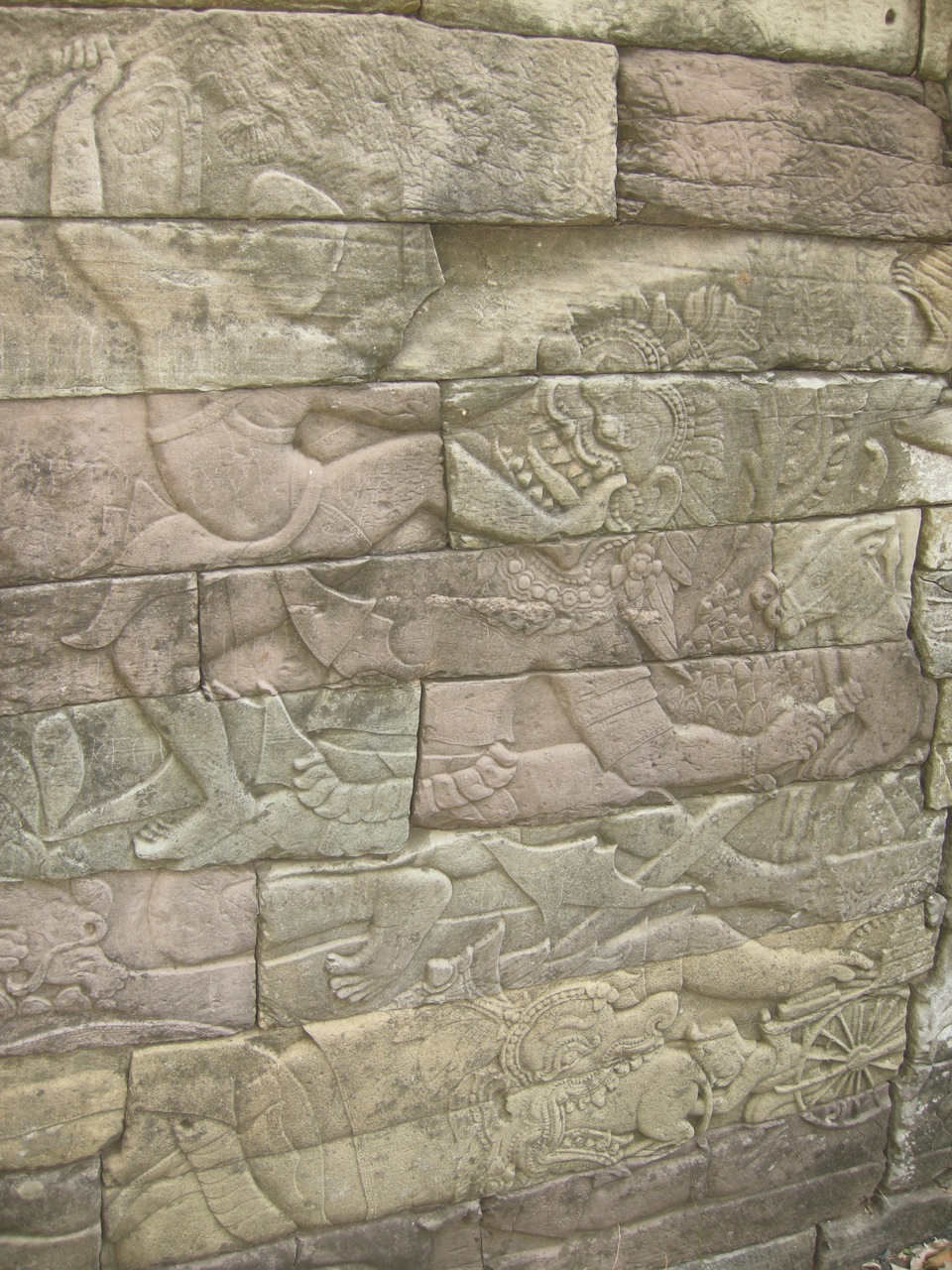
Coup de pied délivré à un démon, bas-relief à Banteay Chhmar Angkor aux alentours du XIIIe siècle
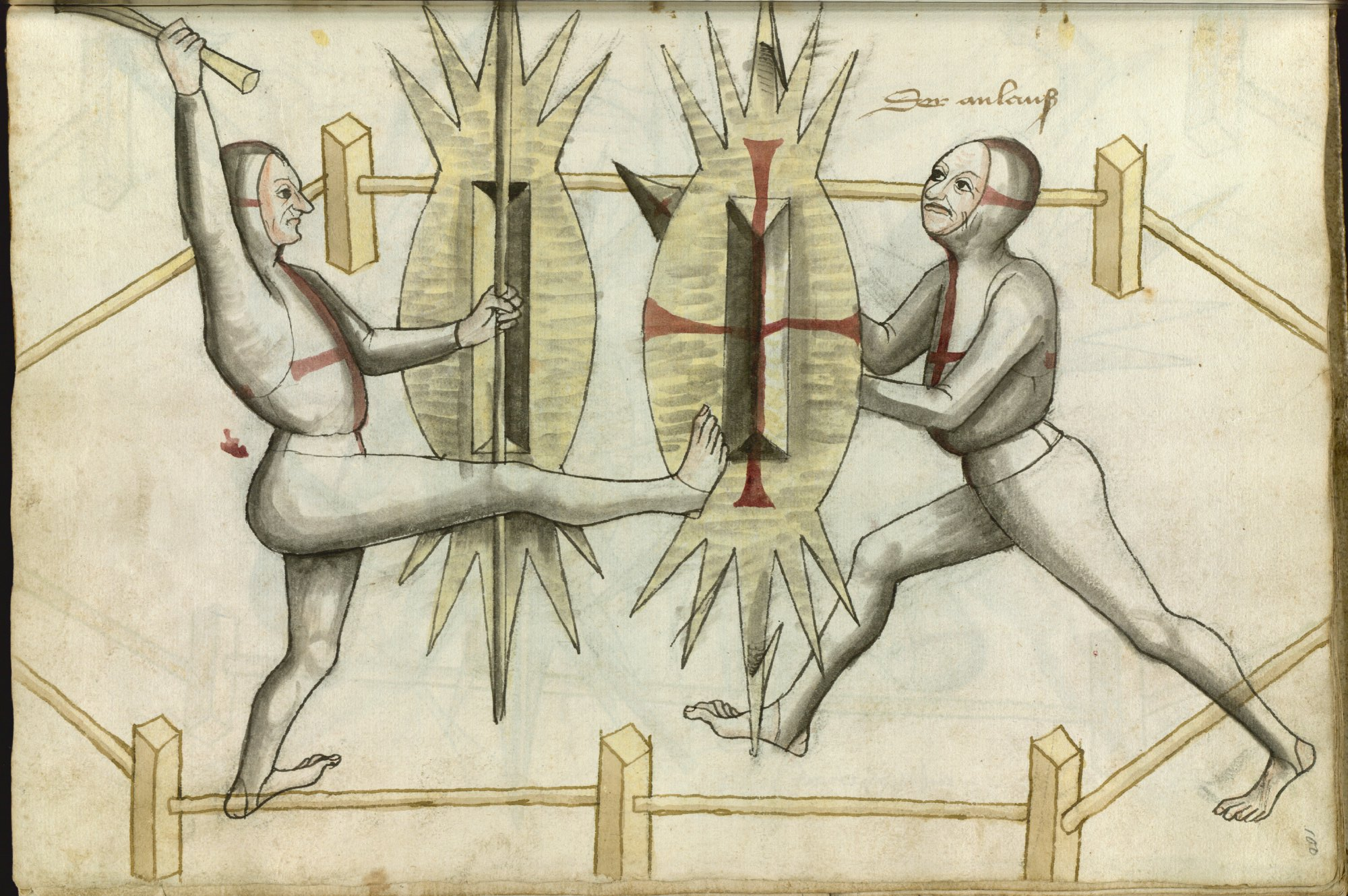
Coup de pied utilisé pour stopper la progression adverse ici dans une confrontation avec armes – arts de combat européens (Hans Talhoffer, 1459)
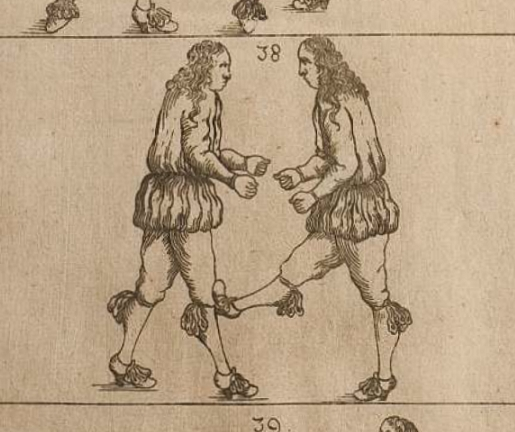
Coup de pied délivré dans le genou de l’agresseur, ici en « ringen », art de combat germanique – illustration baroque (Johann Georg Passchen, 1659)

## Utilisation
Le membre inférieurest plus long et plus puissant que le membre supérieur. Ainsi pour une raison d’efficacité et de pertinence tactique, l’utilisation des coups de pied permet :
- d’infliger des dommages plus importants qu’avec les armes dites plus courtes (comme le membre supérieur, la tête, l’épaule ou la hanche) ;
- d’augmenter la gamme de gestes offensifs ;
- par un éloignement supérieur, une mise en sécurité plus confortable (le maintien de l'adversaire à distance) et l’amélioration de la capacité à agir (lecture du jeu/prise d’information et prise de décision).

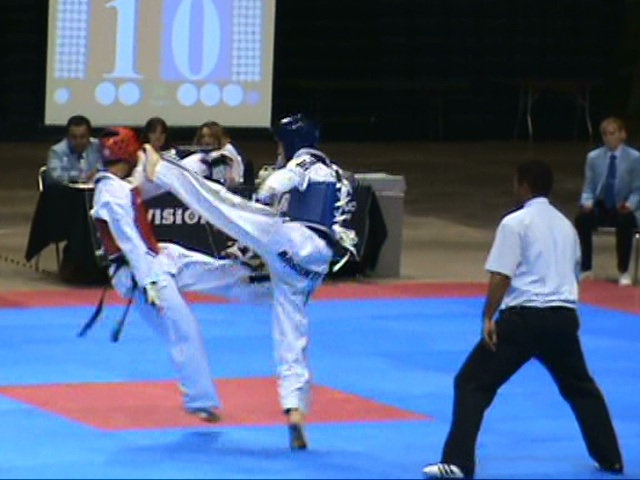
Roundhouse-kick ou « coup de pied circulaire » en ligne haute en Taekwondo

A contrario, si un placement plus éloigné de l’adversaire améliore la capacité offensive et la capacité de réaction, l’utilisation des armes de pied peut compromettre l’équilibre postural (stabilité unipodale du pratiquant) et donc la mise en sécurité. Ainsi, l'utilisation de coups de pied face à un opposant (compétiteur ou agresseur de rue) est une question de compromis entre l’efficacité recherchée (précision et puissance) et la conservation de l'équilibre postural. Pour chaque type d’événement (situation offensive ou contre-offensive), une prise de décision appropriée permettra de gérer au mieux l’adaptation à l’adversaire visant à limiter les risques.
Côté stratégique, compte tenu de la puissance des coups de pied, leur emploi est généralement dirigée vers des cibles corporelles les plus vulnérables (cibles moins couvertes et plus fragiles : complexes nerveux et respiratoires du tronc et la tête). Un autre type de stratégie consiste à fragiliser en premier lieu la périphérique du corps (c’est-à-dire les armes adverses : membres supérieurs et inférieurs) avant d’atteindre les centres vitaux. Dans ce cas, il s’agit de « saper » les armes (meurtrir) pour les amoindrir, fragilisant ainsi la disponibilité motrice et l’équilibre postural de l’opposant. Pour certaines disciplines de combat, l’atteinte des cibles en ligne basse (percussion des membres inférieurs) représente une première étape dans le but de réduire la capacité d’action (notamment la mobilité).
Comme indiqué précédemment, côté prise de risque, un combattant doit compromettre au minimum son intégrité physique (équilibre postural, protection de ses armes et centres vitaux) lors de la délivrance un coup de pied. D’une part, il doit se protéger un maximum dans son action offensive (pour éviter un contre) et d’autre part, revenir en garde rapidement (se regrouper) après la délivrance du coup afin d’éviter d’être atteint par une riposte de l’opposant (percussion ou saisie de jambe). 

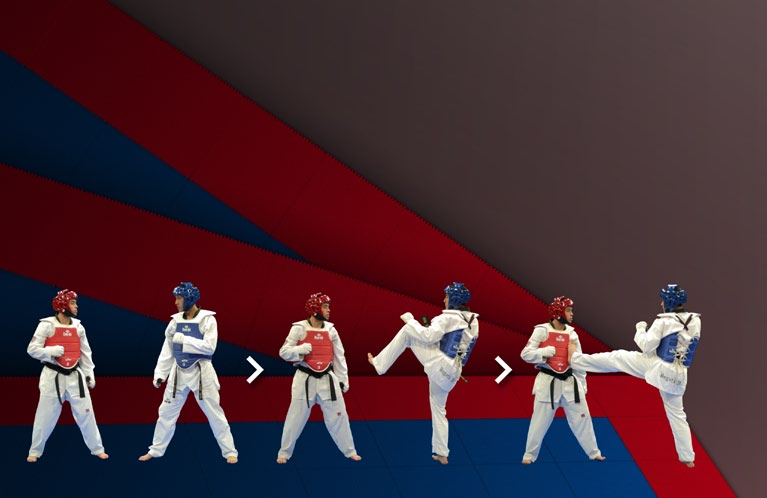
Front push-kick ou « coup de pied direct » en ligne moyenne en taekwondo

## Modes de frappe
Deux modes de percussion coexistent :
- la frappe de type « pénétrant » dans le but d’enfoncer. Cette forme est utilisée dans le combat où subsiste un transfert d’énergie, rencontre dite au K.-O.-system. Si ce mode peut provoquer un traumatisme (un ébranlement important) chez l’opposant, il peut à contrario occasionner une blessure à l’arme de frappe ;
- la frappe de type « rebondissant ». Pour le combat au KO-system, le mode dit « rebondissant appuyé » a pour objet de provoquer également un traumatisme chez l’opposant. On parle alors de frappe sèche qui par son effet de vibration provoque des dégâts mais moins en profondeur que le mode précédent. À côté de ce dernier,  coexiste le mode dit « rebondissant freiné » utilisé pour une rencontre à la touche légère, dite de « light-contact » en anglais.
- un troisième mode, différent des deux premiers car il n’est pas une percussion à proprement parler, le type « posé-poussé ». Il consiste à s’appuyer sur la cible corporelle adverse soit pour la faire reculer soit pour effectuer un écart vers l’arrière. Ce mode opératoire est un excellent outil pour  stopper l’avancée adverse ou neutraliser un déclenchement d’attaque (coup d’arrêt).

## Formes principales
En pratique, on trouve les coups de pied de « frappe » suivants :
- le coup direct (dans l’axe direct et vise les cibles corporelles dites « frontales »)
- le coup circulaire (dans l’axe latéral et vise les cibles corporelles dites « latérales »)
- le coup remontant (généralement dans l’axe direct),
- le coup descendant (généralement dans l’axe direct),

et les coups de pied de déséquilibre (balayage et fauchage) qui peuvent utiliser certaines formes techniques précédentes. 
Pour l’exécution des techniques dites de pied, nous trouvons deux formes principales de trajectoire (rectiligne et curviligne – voire les deux combinées), et plusieurs surfaces de frappe (dessous, dessus et côté du pied notamment pour la plupart des boxes sportives et arts martiaux sportifs). Trois modes de frappe usuels sont répertoriées :

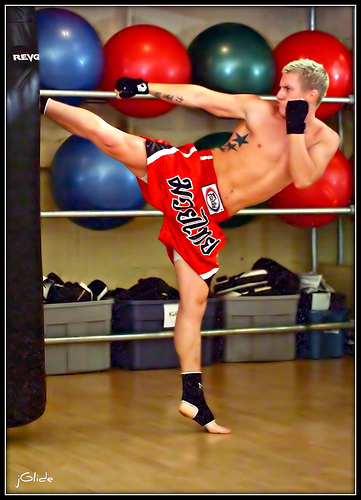
Roundhouse-kick ou « coup de pied circulaire » en thai-boxing

- la trajectoire rectiligne pour le coup de pied direct (porté les hanches de face et de dos) et le coup de pied latéral (porté les hanches de profil) ;
- la trajectoire circulaire notamment pour le coup de pied circulaire (porté les hanches de profil), le coup de pied semi-circulaire et le coup de pied en croissant (porté tous deux les hanches de face) ;
- la trajectoire circulaire inversée notamment dans le coup de pied circulaire inversé (porté les hanches de profil) et le coup de pied retombant (porté les hanches de face).

Ces frappes peuvent se réaliser dans différents plans : horizontal, oblique remontant, oblique descendant et vertical. Elles peuvent se combiner entre elles (utiliser différentes trajectoires et plans de frappe, différents modes de percussion (perforant ou rebondissant), avec des orientations de corps multiples, hanches trois-quarts de face ou hanches trois-quarts de dos) et ainsi réaliser des formes « hybrides » (cela à l’infini). 
Dans les sports de combat et les arts martiaux, on trouve plusieurs formes de coups de pied : 
- À trajectoire curviligne :
  - le coup de pied circulaire (en anglais, roundhouse-kick)
  - le coup de pied semi-circulaire (semicircular-kick)

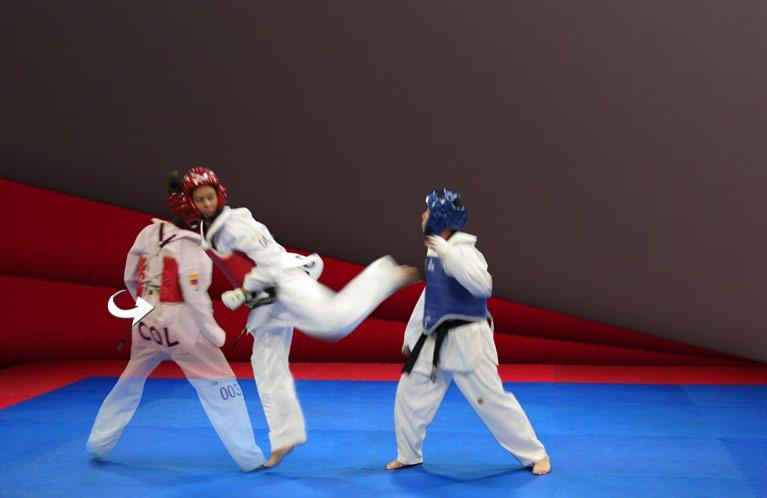
Back-kick ou « coup de pied arrière » en taekwondo

  - le coup de pied direct de forme « fouettée » (front snap-kick)
  - le coup de pied circulaire inversé ou coup de pied de revers (reverse roundhouse-kick ou hook-kick)
  - le coup de pied en croissant (crescent-kick).

- À trajectoire rectiligne :
  - le coup de pied direct de forme « pistonnée » (front-kick et side-kick)
  - le coup de pied arrière de forme « pistonnée » (back-kick)
  - le coup de pied retombant (hammer-kick ou heel-kick et axe-kick).

Certains de ces coups de pied sont portés également en mode « tournant », « retourné » et « sauté » (voire les deux derniers modes à la fois). Par exemple, on trouve dans la catégorie des « flying kicks » (coups de pied sautés) : le « jumping hook-kick ». Dans la catégorie des « turning kicks » (coups de pied tournants et retournés) le « spinning hook-kick » utilisable en coup de pied de balayage (surnommé en français, «  balayage retourné »).
- Gestes de déséquilibres (throws) :
Les balayages[9] (sweeping)
  - le balayage de l’extérieur vers l’intérieur (footsweep outside-inside)
  - le balayage de l’intérieur vers l’extérieur (footsweep inside-outside)
  - le balayage retourné (Spinning hook-kick)

Les fauchages[10] (reaping)
  - le fauchage de l’extérieur vers l’intérieur (reaping outside-inside)
  - le fauchage de l’intérieur vers l’extérieur (reaping inside-outside)

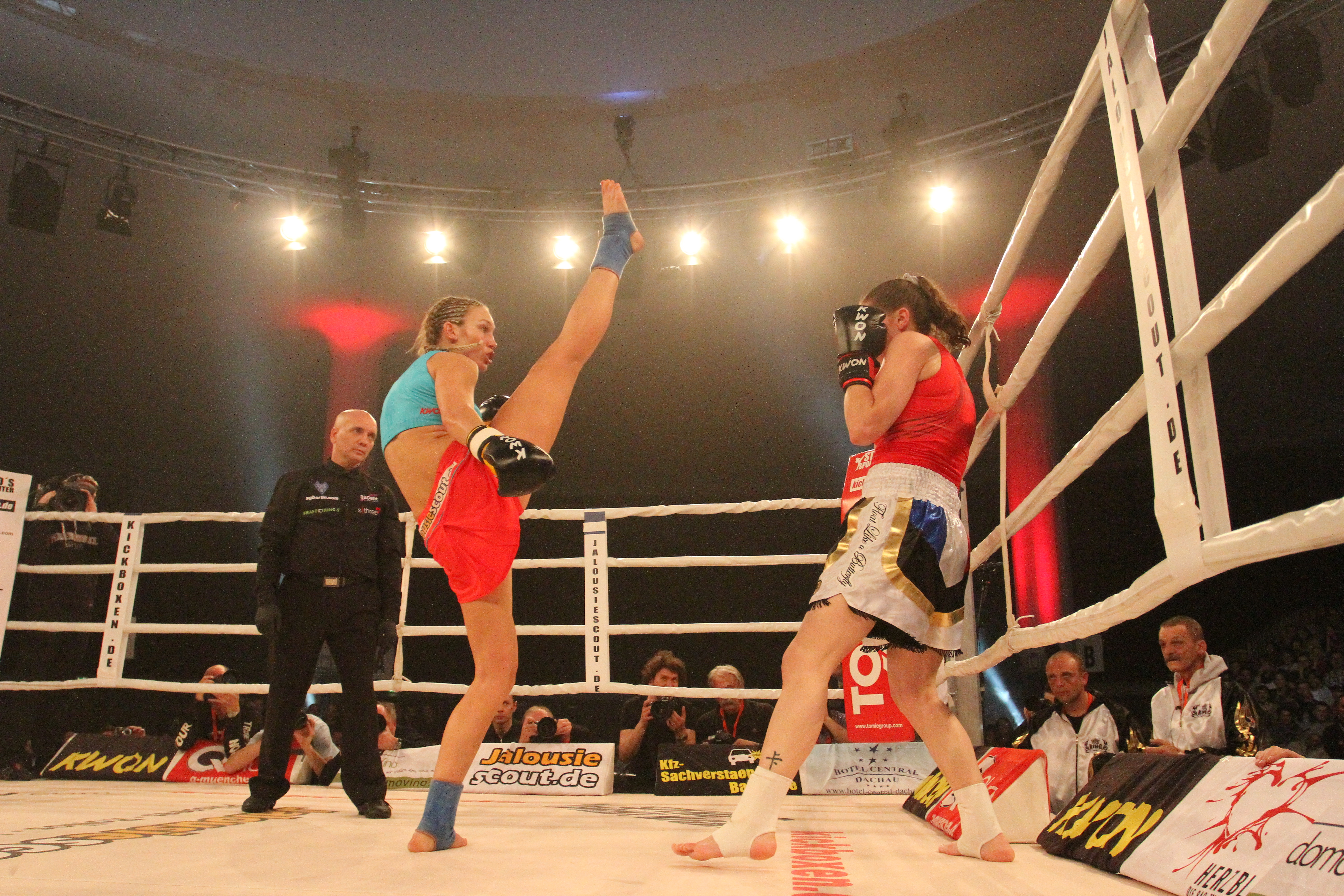
Hammer-kick/axe-kick « coup de pied en marteau » en kick-boxing

### Exemples enkick-boxing
Les coups de pied atteignent des cibles à trois hauteurs principales : en ligne basse ou coup de pied bas (low kick), à hauteur médiane (niveau du tronc), coup de pied médian (middle-kick) et en ligne haute (niveau de la tête), coup de pied haut (high-kick).

#### Coups de pied usuels
- À trajectoire curviligne :
  - Roundhouse-kick (circle-kick) : coup de pied circulaire porté les hanches de profil par rapport à l’adversaire. Pour son exécution, avec engagement des hanches et un pivot important de la jambe d’appui est nécessaire (de 90° au minimum pour une frappe de la jambe avant et 180° pour une frappe de la jambe arrière). Il vise le plus souvent les cibles latérales de l’opposant. La surface de frappe, peut être le cou de pied (instep), le bol de pied (ball of the foot), les orteils (toes) ou le tibia (shin). C’est une des techniques les plus usités dans la pratique compétitive. Il utilise trois mécanismes principaux de frappe : mode « fouetté » autour de l’articulation du genou, mode « balancé » (dit « en bâton ») autour de l’articulation de la hanche et enfin le mode « tourniquet » c’est-à-dire une rotation du corps et de l’appui au sol qui peut atteindre jusqu’à 360° (mode dit « tournant »). Ces trois modes peuvent être combinés entre eux, ce qui augmente considérablement la puissance de frappe. La trajectoire coup de pied peut emprunter trois orientations, légèrement remontant, relativement horizontal et légèrement descendant, dans ce dernier cas il se nomme « down roundhouse-kick » ;
  - Semi-circular kick : coup de pied semi-circulaire porté les hanches de face par rapport à l’adversaire (également nommé, forty five degree roundhouse-kick ou diagonal kick) : on le classe très souvent dans la catégorie des coups de pied circulaires car il vise le plus souvent les cibles latérales de l’opposant, mais il peut s’assimiler à un coup de pied direct développé de façon oblique de l’extérieur vers l’intérieur (front snap-kick). La surface de frappe est la même que le coup de pied circulaire. Il est exécuté par un mouvement pendulaire du membre inférieur autour de la hanche (mouvement de fermeture de la cuisse sur le tronc) auquel peut être combiné une vive extension du genou ;
  - Reverse roundhouse-kick (hook-kick) : coup de pied circulaire inversé porté hanches de face ou de profil par rapport à l’adversaire. Pour son exécution, un pivot important de la jambe d’appui est nécessaire (de 90° au minimum pour une frappe de la jambe avant et 180° pour une frappe de la jambe arrière). Il vise le plus souvent les cibles latérales de l’opposant. La surface de frappe, et habituellement le talon du pied. Il utilise deux mécanismes principaux de frappe : le mode « balancé » (dit « en bâton ») autour de l’articulation de la hanche, avec un mode complémentaire, le « fouetté » autour de l’articulation du genou, et enfin le mode « tourniquet » c’est-à-dire une rotation du corps et de l’appui au sol qui peut atteindre jusqu’à 360° (mode dit « retourné »). Ces trois modes peuvent être combinés entre eux, ce qui augmente considérablement la puissance de frappe. De la jambe avant, il peut se préparer se développer tel un crescent-kick avec ou sans crochet du genou (hook-kick, front leg, mouving in), en En outre, il peut se préparer et se développer rectilignement (tel un side-kick) puis dans sa phase terminale se terminer par un crochet du genou ;

- À trajectoire rectiligne :

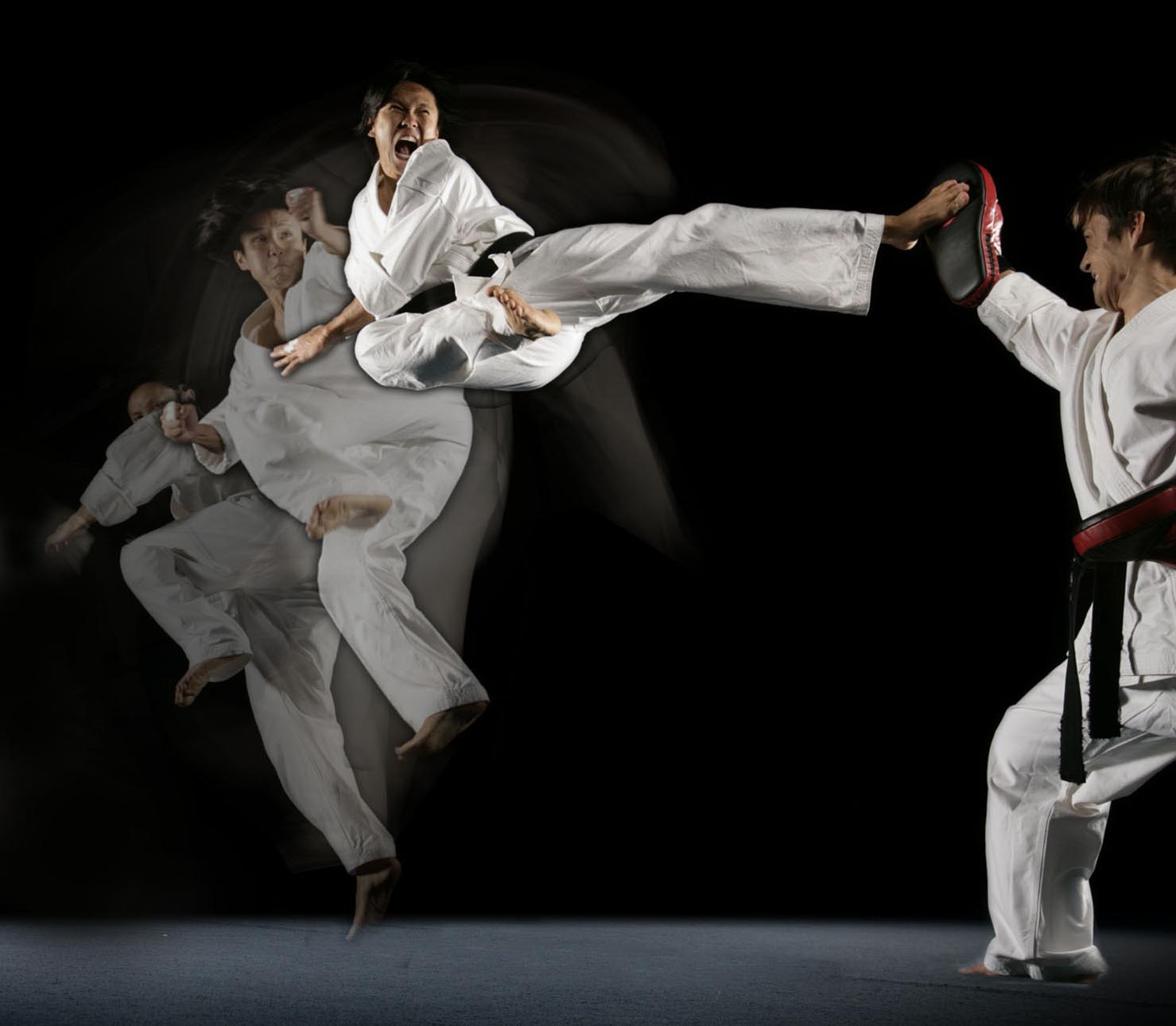
Jump side-kick ou « coup de pied latéral sauté » en karaté

  - Front-kick : coup de pied direct[11], vers l’avant, porté les hanches de face par rapport à l’adversaire – sa trajectoire est dite de forme « pistonnée »[12] (front push-kick ou pushing-kick) ou de forme « fouettée[13] » (front snap-kick). Ce type de coup est une excellente arme défensive permettant de garder l’adversaire à distance longue (stoppe une charge directe d’un adversaire décidé) ou d’annihiler un déclenchement d’offensive, au même titre que le side-kick et le back-kick. La technique connaît une variante « poussée ». Il est donné avec la plante du pied (« bol du pied » formé par les orteils et les articulations métatarso-phalangiennes – en anglais « ball of the foot ») ou avec le talon (heel) dans certaines disciplines. Pour sa forme en trajectoire descendante, il est porté avec le talon (front heel thrust-kick ou stomp-kick) ;
  - Side-kick : coup de pied donné sur le côté porté les hanches de profil par rapport à l’adversaire – sa trajectoire est la plupart du temps rectiligne (de forme « pistonnée ») voire quelquefois « fouettée ». Il se présente comme un coup de pied aussi bien offensif que défensif. C’est un des coups de pied les plus puissants des sports de combat. La surface de frappe, peut être le talon (inside and ouside heel) ou le bord externe du pied (outer edge of the foot). Pour une percussion en ligne moyenne ou haute, il se prépare à différentes hauteurs : 1/ du sol ou sur le genou et ainsi à une trajectoire légèrement curviligne (dite « roue autour du genou »), 2/ le genou levée pied à l’aplomb voire en arrière, ce qui lui confère une trajectoire rectiligne.  Certains combattants utilisent une action circulaire (fouettée avec le genou) en fin de course et une percussion avec le bol de pied, sorte de coup hybride qui tient également du roundhouse-kick de type « fouetté ». Ce dernier est surnommé « coup de pied de torsion » ou « coup de pied du dragon ». Il est utilisé dans certains sports pour amoindrir la disponibilité du membre inférieur (low side-kick) ;
  - Back-kick : coup de pied arrière porté les hanches de trois-quarts de dos par rapport à l’adversaire. Surnommé le « coup de pied de la mule », il est souvent destiné à surprendre l’opposant. Il est donné avec le talon (en anglais, « heel of the foot ») le plus souvent de la jambe arrière avec un mouvement de rotation du corps dit « retourné ». Une particularité, il peut se déclencher au contact de l’adversaire. Sa trajectoire est le plus souvent de forme « pistonnée » et quelquefois curviligne dite en « demi-lune » ou « queue de scorpion » (back hook-kick ou « scorpion-tail »).

- Coup de pied de déséquilibre :
  - Sweeping : coup de pied de balayage porté sur le pied ou le bas de la jambe. Principales formes : balayage de type balancé de l’extérieur vers l’intérieur ou le sens contraire (dit « à la cuillère », « à la louche » ou « en patte de chèvre »), balayage de type circulaire (dit « fouetté »), balayage de type crocheté et balayage de type pistonné. Il existe les balayages tournants de type roundhouse-kick et des balayages retournés de type reverse roundhouse-kick.

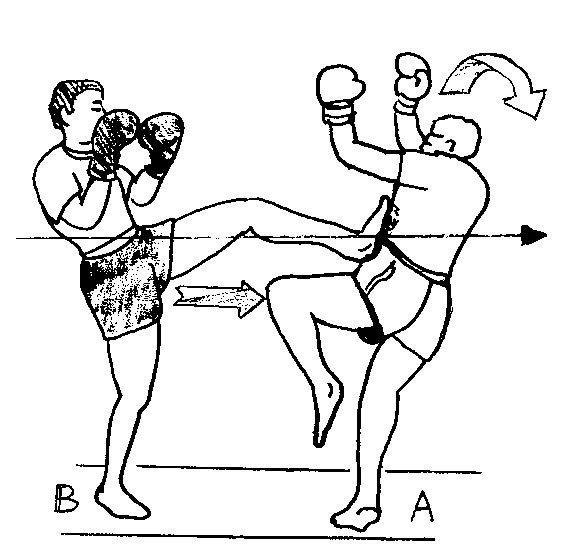
Front-kick
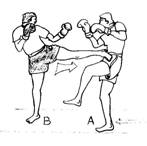
Side-kick
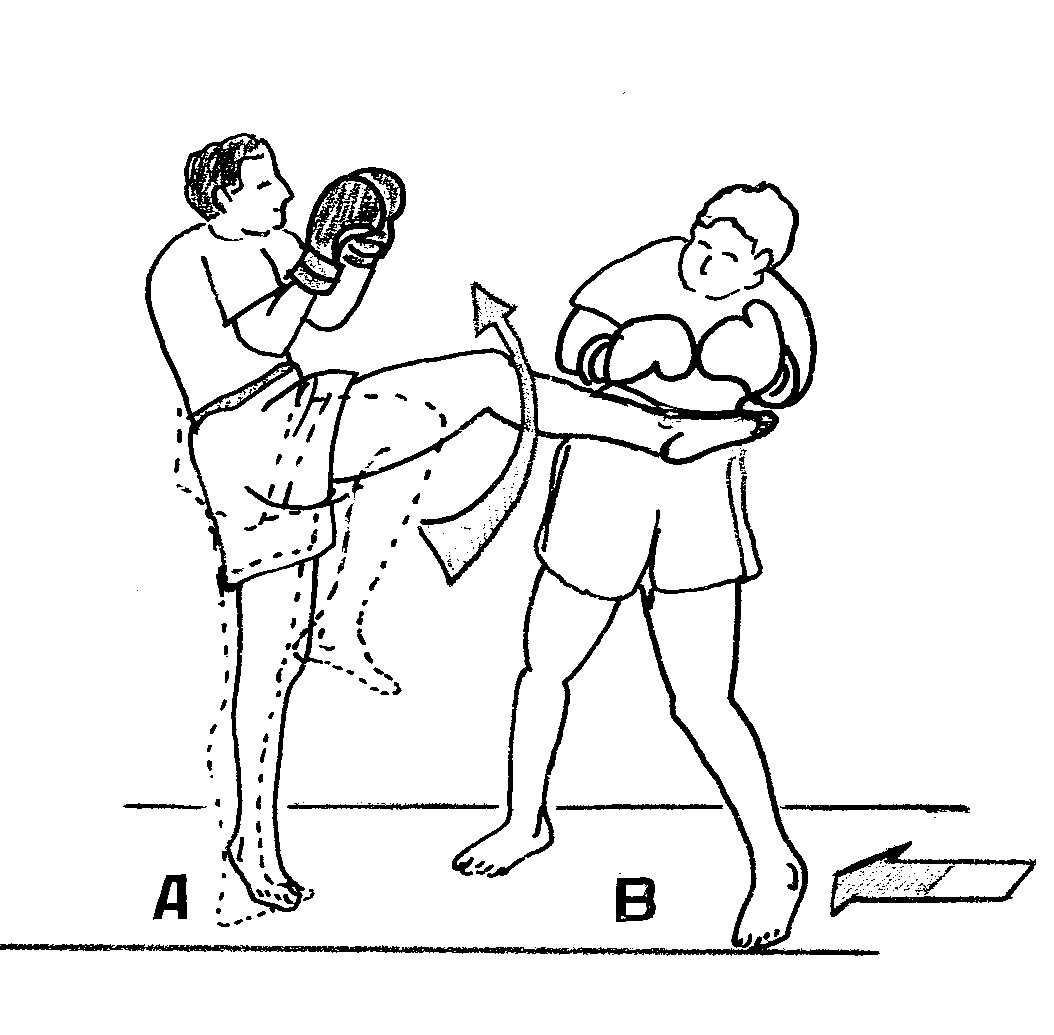
Semicircular-kick
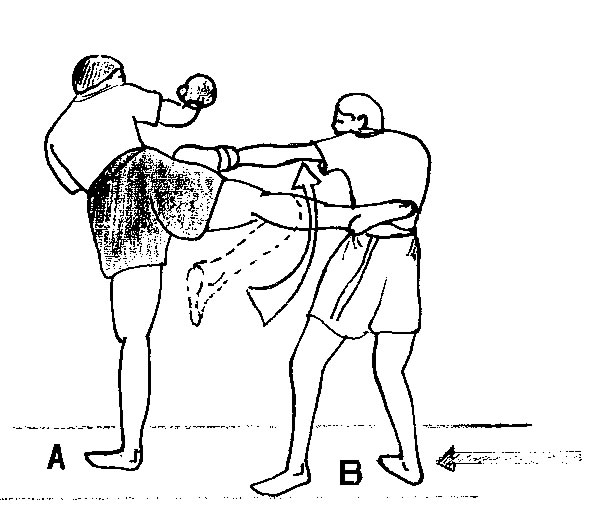
Roundhouse-kick

#### Coups de pied moins usuels
- Catégorie des coups de pied dit « en bâton » (stick kick) :
  - Crescent-kick : coup de pied en croissant. Il est porté les hanches de face avec le bord interne ou externe du pied le plus souvent à la face adverse par un mouvement de circumduction autour de la hanche (appelé « swing » de la jambe). Il vise le plus souvent les cibles latérales de l’opposant. Sa préparation peut s’effectuer à l’extérieur de la garde (on parle ainsi de trajectoire de l’extérieur vers l’intérieur – en anglais « outside to inside ») ou le contraire (de l’intérieur vers l’extérieur, « inside to outside »). Il permet de rentrer dans la garde adverse et peut être utilisé pour rabattre une garde avancée (technique dite de battage).
  - Front inward hook-kick : coup de pied en croissant et fouet du genou. Il se prépare et se développe autour de la hanche tel un crescent-kick avec un armé de la jambe fléchie et utilise l’extension du genou pour sa frappe ;
  - Twisting-kick : coup de pied de torsion. Il est porté les hanches de face avec bol du pied ou le talon par un mouvement d’extension du genou combiné avec circumduction de la hanche (ouverture). Il se prépare tel un front-kick avec une rotation externe de la cuisse et demande une souplesse de la hanche et de la cuisse au-dessus de la normale. Dans sa phase  débutante, il peut s’assimiler à un coup de pied direct développé de façon oblique de l’intérieur vers l’extérieur (front snap-kick) et dans partie finale, à un crescent-kick.
  - Hammer-kick ou heel-kick ou stomp-kick : coup de pied retombant. Il est porté les hanches de face généralement avec le talon et appelé également « coup de pied en « marteau ». Il vise le dessus du crane voire l’épaule ou la poitrine. Il peut se préparer comme un crescent-kick  « outside to inside », c’est-à-dire de l’extérieur vers l’extérieur, ou le contraire, exécuté d’abord par un mouvement de circumduction (demi-lune) et se termine soit par une frappe jambe soit par un crochet du genou (hook) dans sa phase descendante. Lorsqu’il est porté dans l’axe direct du début à la fin de sa trajectoire, il est surnommé axe-kick ou coup de pied « à la hache » pour sa préparation en hauteur (c’est-à-dire au-dessus de la tête comme la lame d’une hache).

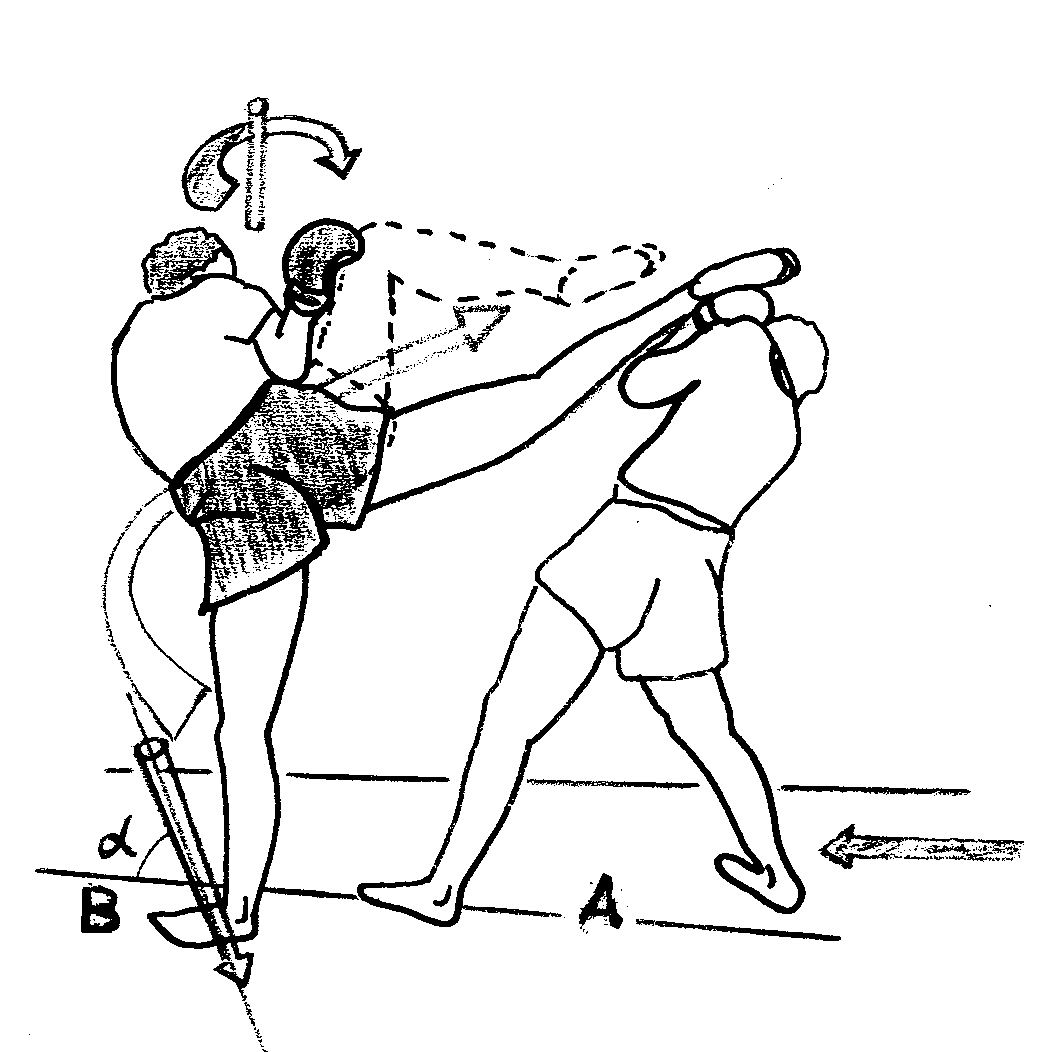
Reverse roundhouse-kick (hook-kick)
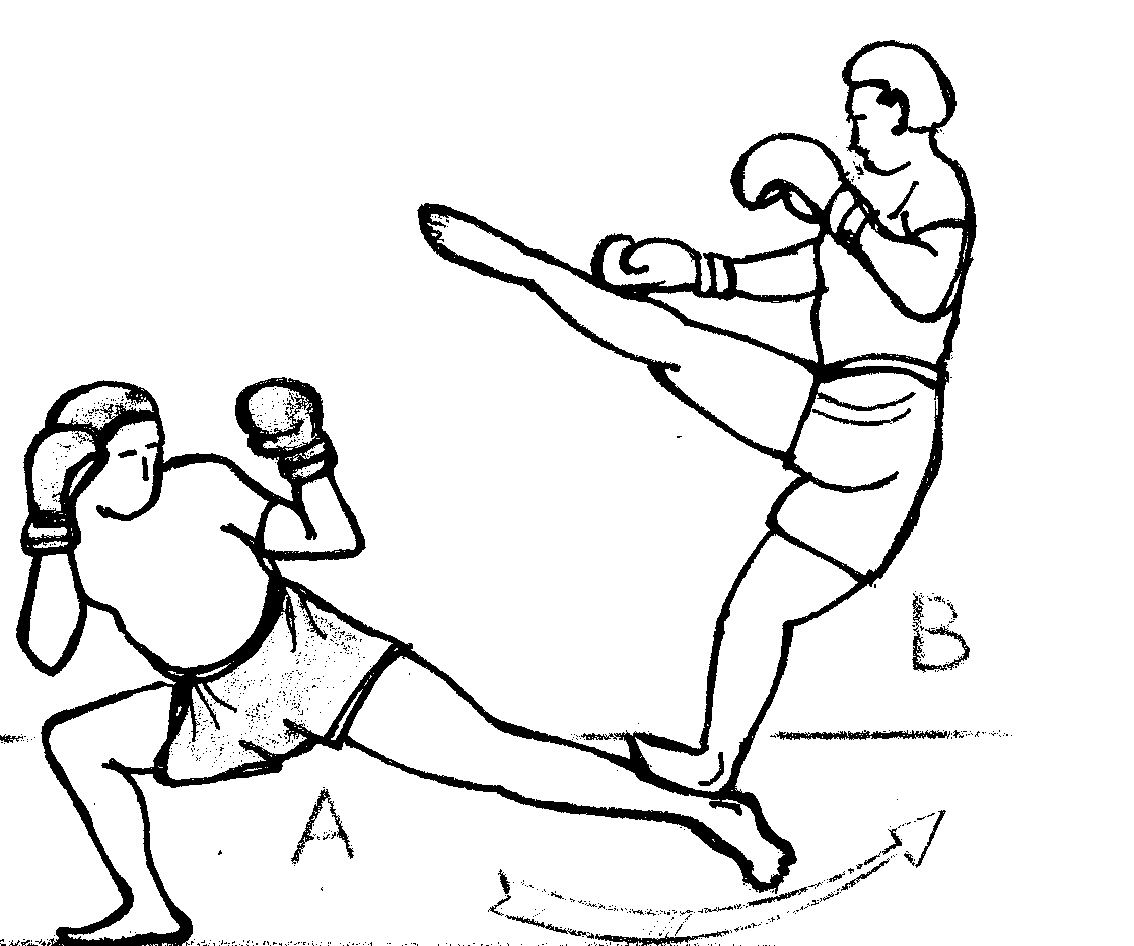
Sweeping : balayage de type spinning hook-kick
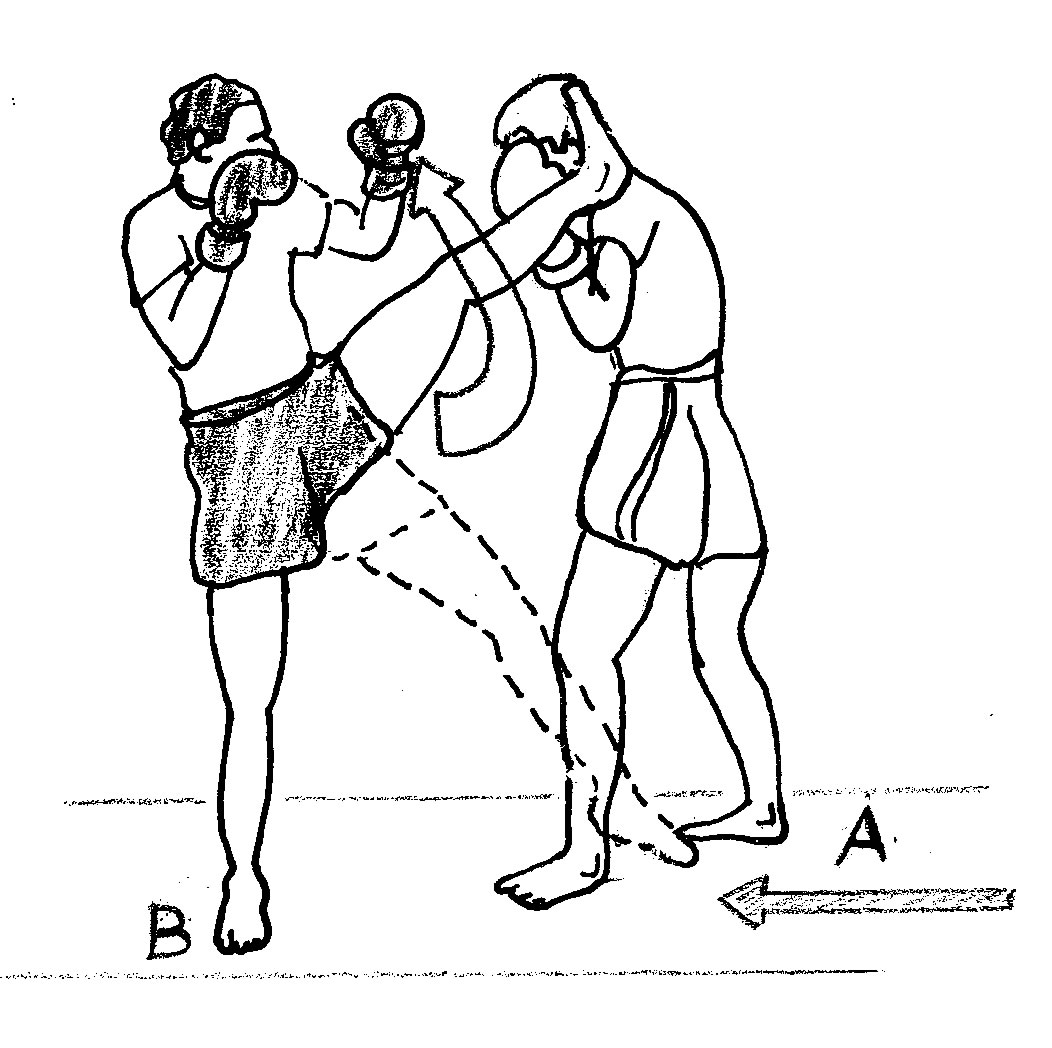
Stick-kick inside-outside (crescent kick)
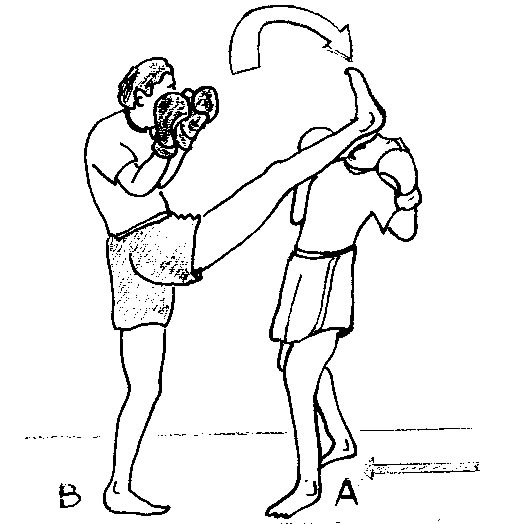
Hammer kick

- Coups de pied retournés (turning kicks) :
  - Spinning side-kick : coup de pied de côté retourné.
  - Spinning back-kick (ou back turning-kick) : coup de pied arrière retourné.
  - Spinning reverse roundhouse-kick (ou back spinning-kick): coup de pied de revers retourné.
  - Spinning hook-kick (ou back spinning hook-kick): coup de pied crocheté retourné.
  - Spinning crescent-kick (ou back spinning crescent-kick) : coup de pied arrière retourné.
- Coups de pied volants (flying kicks) :
  - Jumping front-kick : coup de pied de face sauté.
  - Jumping roundhouse-kick : coup de pied circulaire sauté.
  - Jumping side-kick : coup de pied de côté sauté.
  - Jumping back-kick : coup de pied de dos sauté.

N.B. : Certaines techniques peuvent retournées et sautées à la fois

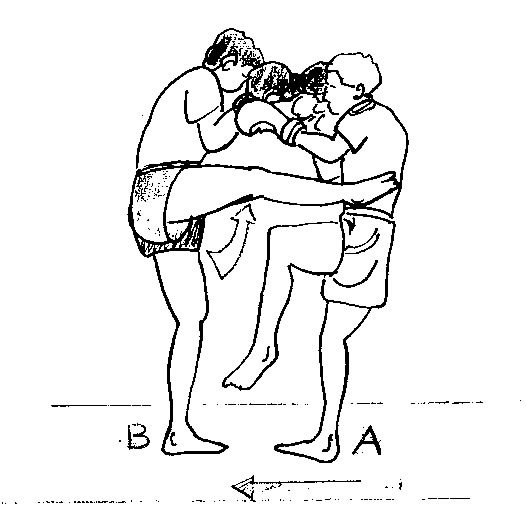
Stick-kick outside-inside (crescent-kick)
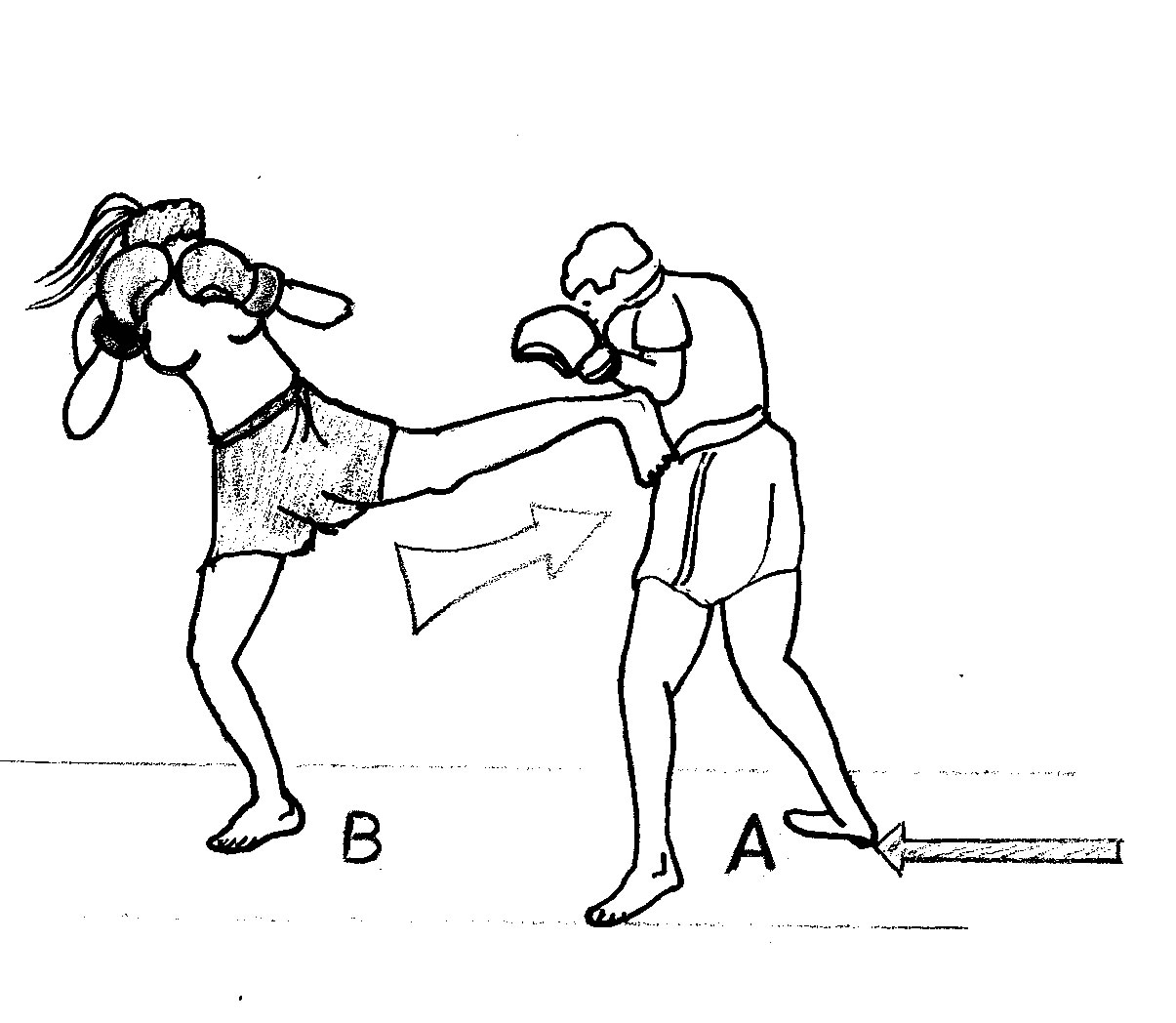
Spinning back-kick ici sur avancée adverse
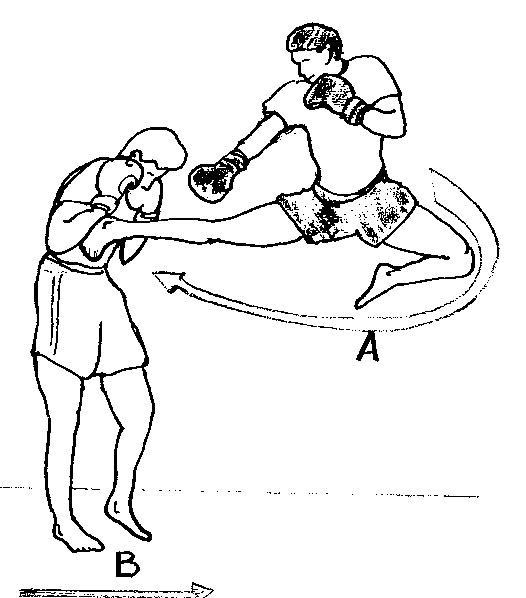
Jumping side-kick
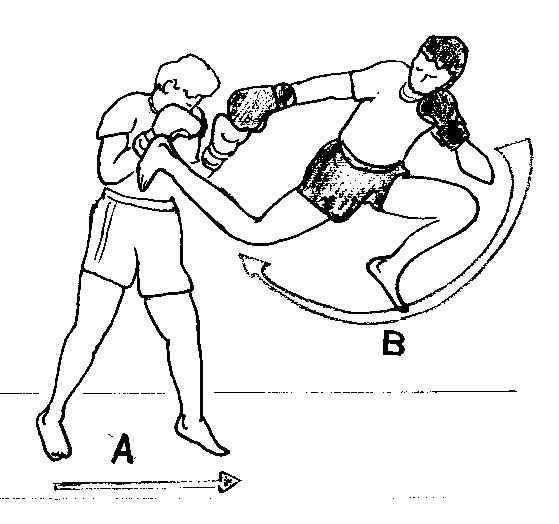
Jumping back-kick (coup arrière retourné et sauté)

- Coups de pied mixtes et hybrides :

Ces formes intermédiaires, souvent des gestes de compétition, diffèrent de coups classiques c’est-à-dire n’empruntent pas la forme gestuelle habituelle d’une technique conventionnelle. Ses paramètres d’exécution peuvent varier par rapport aux coups standards : préparation différente, trajectoire différente, cible visée différente, etc. Nombreuses de ces techniques dites « hydrides », au geste plus difficile à lire, à la trajectoire non conventionnelle, vont poser des difficultés défensives à l’opposant. Ce sont des gestes très prisés par les combattants expérimentés, tel le « side-front » qui se rapproche d’un « side-kick », avec les hanches plutôt de face comme pour le « front-kick », permettant une liaison instantanée des techniques de poing. Il est très utile notamment en défense active (pour un coup d’arrêt).

## Sources
- Delmas Alain, 1. Glossaire des sports de combat, UPS, Toulouse, 1973 – 2. Lexique de combatique, document de formation en BPP, Ligue Midi-Pyrénées FFSBFDA, 1975 – 3. Définition du Kick-boxing, FFKBDA, 1999 – 4. Lexique de la boxe et des autres boxes, document de formation en BPP, Aix-en-Provence, 2005
- Gabrielle et Roland Habersetzer, Encyclopédie des arts martiaux de l’extrême orient, Éditions Amphora, 2000

## Crédits
- (en) Cet article est partiellement ou en totalité issu de l’article de Wikipédia en anglais intitulé « kick » (voir la liste des auteurs).